# 纓低眼鯰
纓低眼鯰，為輻鰭魚綱鯰形目長鬚鯰科的其中一種，分布於南美洲Santarém河及Negro河流域，棲息在中下層水域，屬肉食性，生活習性不明，可作為食用魚。

## 擴展閱讀
維基物種上的相關：纓低眼鯰